# Quản Trọng Nghĩa
Quản Trọng Nghĩa (sinh ngày 10 tháng 12 năm 1997) là một vận động viên bóng chuyền Việt Nam. Anh là thành viên của Đội tuyển bóng chuyền nam quốc gia Việt Nam từ năm 2018 đến nay. Trọng Nghĩa hiện đang thi đấu cho Đội bóng chuyền của Bộ Tư lệnh Cảnh sát cơ động - K02 ở giải bóng chuyền hạng A Quốc gia từ năm 2016. Ngoài ra, anh đang thi đấu cho CLB Bóng chuyền  Ninh Bình ở giải vô địch quốc gia từ năm 2019 đến nay dưới dạng cho mượn.

## Câu lạc bộ
| Câu lạc bộ                        | Năm          | Giải tham gia                                       | Thành tích      |
| --------------------------------- | ------------ | --------------------------------------------------- | --------------- |
| Đức Long Gia Lai                  | 2015         | Giải vô địch bóng chuyền quốc gia Việt Nam          |                 |
| Bộ Tư lệnh Cánh sát cơ động       | 2016-nay     | Giải bóng chuyền hạng A Quốc gia                    | Hạng 4 năm 2021 |
| Câu lạc bộ bóng chuyền Biên Phòng | 2017-2018    | Giải vô địch bóng chuyền quốc gia Việt Nam          |                 |
| Tràng An Ninh Bình                | 3-6/1/2020   | Giải vô địch bóng chuyền quốc gia Việt Nam năm 2019 | hạng ba         |
| Tràng An Ninh Bình                | 3-7/3/2020   | Giải bóng chuyền cúp Hoa Lư năm 2020                | vô địch         |
| Tràng An Ninh Bình                | 12/2020      | Giải vô địch bóng chuyền quốc gia Việt Nam năm 2020 | hạng ba         |
| Tràng An Ninh Bình                | 23-27/3/2021 | Giải bóng chuyền cúp Hoa Lư năm 2021                | vô địch         |
| Tràng An Ninh Bình                | 18-21/4/2021 | Giải bóng chuyền cúp Hùng Vương năm 2021            | hạng nhì        |
| Tràng An Ninh Bình                | 12/2021      | Giải vô địch bóng chuyền quốc gia Việt Nam năm 2021 | vô địch         |
| Tràng An Ninh Bình                | 14-18/6/2022 | Giải bóng chuyền cúp Hoa Lư năm 2022                | vô địch         |
| Tràng An Ninh Bình                | 03-17/7/2022 | Giải vô địch bóng chuyền quốc gia Việt Nam năm 2022 | vô địch         |

## Sự nghiệp
Trưởng thành trong màu áo Công an Phú Thọ, năm 2015, Quản Trọng Nghĩa góp mặt trong đội hình CLB Đức Long Gia Lai thi đấu tại giải VĐQG khi vừa tròn 18 tuổi. 
Năm 2016, sau khi CLB Đức Long Gia Lai giải thể, anh tham gia nghĩa vụ quân sự và thi đấu cho Đội Bóng chuyền Bộ Tư lệnh Cảnh sát cơ động tại giải hạng A Quốc gia đến nay. Năm 2021, anh và các đồng đội đã về hạng 4 tại giải. 
Năm 2017 -2018, anh tham gia thi đấu cho CLB Bóng chuyền Biên Phòng tại Giải vô địch bóng chuyền quốc gia Việt Nam và để lại ấn tượng đối với người hâm mộ bóng chuyền Việt Nam. Trong mùa giải năm 2018, anh được vinh danh ở hạng mục chủ công xuất sắc toàn diện. Với tài năng và những thành tích nổi bật, anh được lựa chọn chơi ở đội tuyển bóng chuyền quốc gia. Tại ASIAD 2018, anh cùng các đồng đội đã giành chiến thắng trước Trung Quốc tại trận mở màn. 
Năm 2019 đến nay, anh tham gia thi đấu cho Đội Tràng An Ninh Bình dưới dạng cho mượn. Cùng với các đồng đội của mình anh đã góp phần mang lại các thành tích cho đội bóng cố đô như: Hạng ba tại Giải vô địch bóng chuyền quốc gia Việt Nam năm 2019, 2020 và vô địch năm 2021; 2022; vô địch Cúp Hoa Lư năm 2020, 2021, 2022; hạng nhì Cúp Hùng Vương năm 2021.
Năm 2022, anh tiếp tục được triệu tập lên đội tuyển quốc gia Việt Nam để tham dự kỳ Seagame 31 diễn ra tại Quảng Ninh. Tại đây, Quản Trọng Nghĩa cùng các đồng đội đã giành được huy chương bạc Seagame 31 sau khi để thua đương kim vô địch Indonesia ở trận chung kết.

## Khen thưởng
- Năm 2017: VĐV xuất sắc toàn diện tại Cup PV Đạm Cà Mau 2017[8].
- Năm 2018: VĐV toàn diện nhất tại Cúp Hùng Vương 2018 [9].